# リコー杯囲棋戦
リコー杯囲棋戦（りこーはいいきせん、理光杯围棋赛）は、中国の囲碁の棋戦。2000年に創設。
- 主催 中国棋院、理光（中国）投资有限公司（リコー）
- 協賛 北京金華銘事務設備有限公司
- 優勝賞金 (-9期)15万元、(10-11期)20万元、(12-14期)25万元、(15期-)30万元

2006年から並行してリコー杯新秀戦、リコー杯囲棋混双戦が行われる。

## 方式
- 出場選手は、48名で、
  - 全国囲棋個人戦と阿含・桐山杯中国囲棋快棋公開戦優勝者と、棋士ランキング上位の計30名。
  - 女子で、全国囲棋個人戦女子の部、他棋戦優勝者の2名
  - 17歳以下で、リコー杯新秀戦上位16名
- トーナメント戦で、棋士ランキング上位16名は1回戦シード。

## 歴代優勝者と決勝戦
（左が優勝者）
1. 2000年 常昊 - 周鶴洋
2. 2001年 古力 - 孔傑
3. 2003年 孔傑 - 劉星
4. 2004年 常昊 - 劉星
5. 2005年 謝赫 - 王檄
6. 2006年 王檄 - 常昊
7. 2007年 胡耀宇 - 常昊
8. 2008年 邱峻 - 古力
9. 2009年 王尭 - 周鶴洋
10. 2010年 孔傑 - 謝赫
11. 2011年 檀嘯 - 李喆
12. 2012年 楊鼎新 - 朴文尭
13. 2013年 周睿羊 - 唐韋星
14. 2014年 連笑 - 鄔光亜
15. 2015年 柯潔 - 時越